# Loreta Kiefer Valadares
Loreta Kiefer Valadares nasceu em 1943 na cidade de Porto Alegre, no estado do Rio Grande do Sul. Aos seis anos se mudou para a cidade de Salvador por conta da transferência de seu pai, Curt Kiefer.

## Biografia
No início da década de 60 ingressa na Universidade da Bahia (UBA), atual Universidade Federal da Bahia (UFBA), para cursar o bacharel em Direito.
Meses após iniciar o curso, o interrompe para realizar um intercâmbio nos Estados Unidos, do qual retorna em 1962, ano em que ingressa na Ação Popular (AP).
Em 1966, já formada e em contexto de ditadura militar, Loreta se muda para a cidade de São Paulo local onde a AP buscava se fortalecer.
Em 1967, juntamente a Carlos Valadares, futuro marido, se mudam para Contagem, Minas Gerais buscando o fortalecimento da luta do operariado.

### Prisão
Em 1969, juntamente a outros integrantes da AP, é presa em Belo Horizonte. Não apenas foi torturada, como presenciou a tortura de seu marido, realizada em sua frente.
Em 1970, Loreta é libertada e retorna para São Paulo. Em 1971 descobre um problema cardíaco, agravado pelas torturas que havia sofrido enquanto estava presa em Minas Gerais.
Loreta foi condenada a três anos de prisão pela justiça militar, a mesma que a havia torturado. Com isso, decide se exilar na Argentina e anos depois na Suécia, regressando ao Brasil em 1980. A partir de então, passou a lecionar no curso de Ciência Política da Universidade Federal da Bahia (UFBA).

#### Pós-ditadura e o falecimento
Loreta seguiu lecionando na UFBA até sua aposentadoria, deixando um legado de luta feminina e em defesa da democracia. Em 2004, com 61 anos e muito debilitada de saúde, vem a óbito na cidade de Salvador.

## Homenagens
Por sua contribuição à sociedade baiana, tanto politicamente quanto intelectualmente, Loreta recebeu inúmeras homenagens póstumas. Dentre elas destacam-se:
Centro de Referência  Loreta  Valadares (2005) – atua com mulheres que sofreram situação de violência
Título Mulher Cidadã Loreta Valadares (2008) – honraria dada a mulheres que se destacam na cidade de Vitória da Conquista -Bahia.

## Livros publicados
- Ecos do tempo (1996)
- Semeadores de Sonhos (2004)
- As faces do feminismo(2007)
- Estilhaços (2008)